# Jagdgeschwader 51

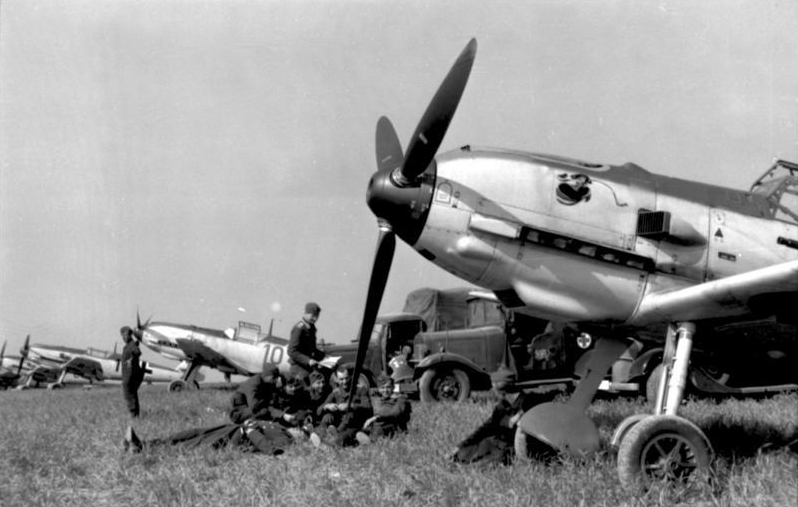
Čtyři stíhačky Bf 109 z eskadry JG 51 na polním letišti ve Francii (srpen 1940)

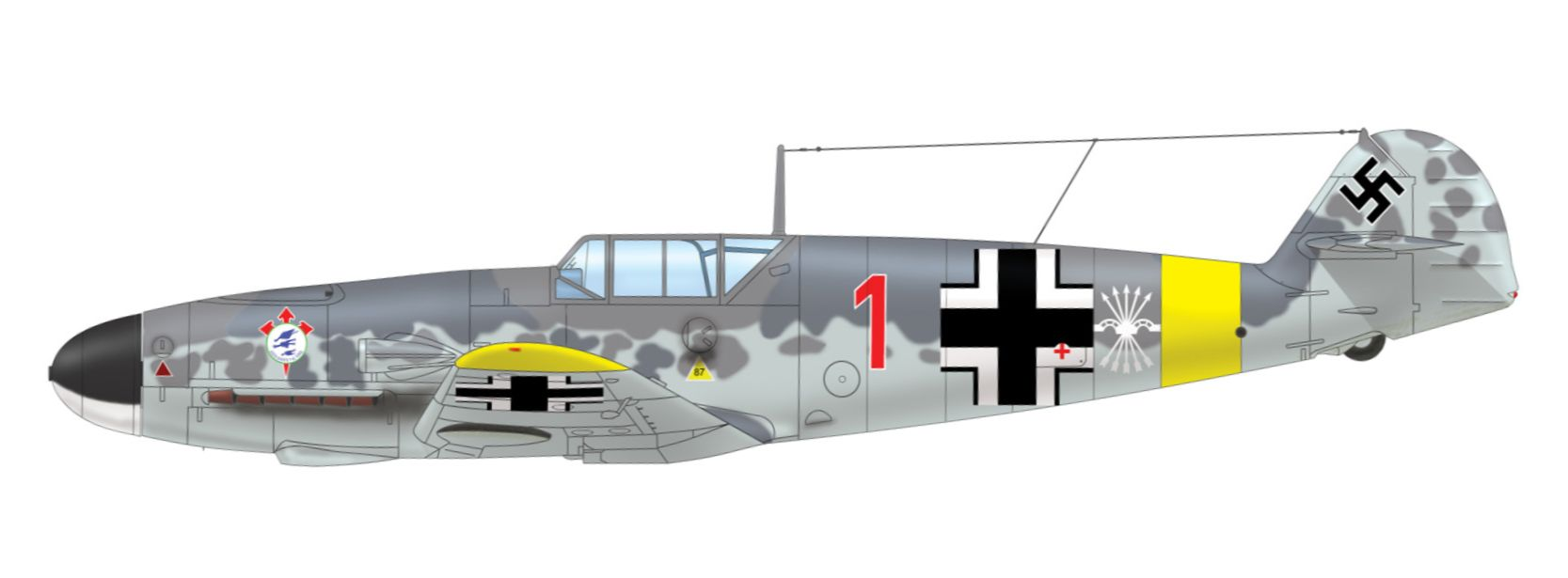
Messerschmitt Bf 109F-2 Escuadrilly Azul, 15.(span.)/Jagdgeschwader 51, zima 1942/1943, u níž bojoval Gonzalo Hevia Alvarez-Quiñones, eso s celkem 12 sestřely (jeden mu nebyl potvrzen)

Jagdgeschwader 51 (zkr.: JG 51, přízvisko: „Mölders“; český název 51. stíhací eskadra) byla stíhací eskadra německé Luftwaffe za druhé světové války. Přízvisko „Mölders“ získala roku 1941, po smrti slavného německého stíhacího esa Wernera Mölderse. Piloti z JG 51 získali v souhrnu nejvíce Rytířských křížů ze všech stíhacích letek nasazených ve 2. sv. válce, přičemž se účastnili všech významných bitev. Tato eskadra, jejíž vznik je datován do roku 1939, byla vyzbrojena stíhačkami Messerschmitt Bf 109 a Focke-Wulf Fw 190 různých verzí, s nimiž dosáhla více než 8000 vzdušných vítězství. K nejznámějším pilotům této eskadry patřili Heinz Bär, Richard Leppla, Karl-Gottfried Nordmann, Günther Schack a legendární Werner Mölders.   
V této elitní jednotce sloužili také mnozí Sudetší Němci, např. Heinrich Krafft, letecké eso a nejúspěšnější stíhač druhé světové války z Českých zemí, jenž dosáhl 78 vzdušných vítězství, Herbert Bareuther (celkem 55 vzdušných vítězství), Kurt Capesius aj.